# Phòng trưng bày Renault Samsung Motors

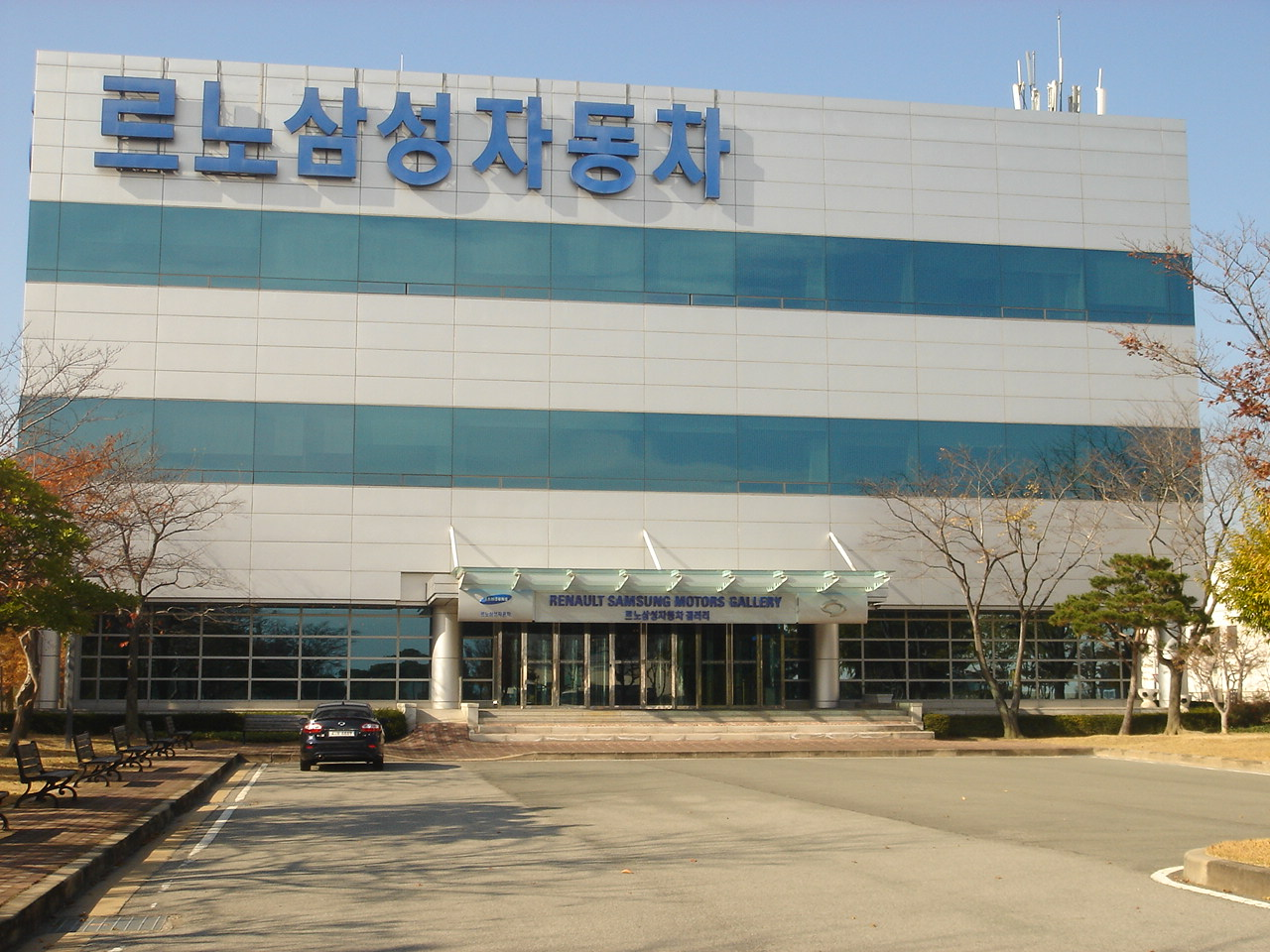
Phòng trưng bày Renault Samsung mặt trước

Phòng trưng bày Renault Samsung Motors là một bảo tàng thuộc sở hữu công ty sản xuất ô tô Hàn Quốc Renault Samsung Motors.
Bảo tàng được mở cửa với tên Reuno Samseong Munhwagwan (Hangul:르노삼성 문화관) hoặc Trung tâm văn hóa Renault Samsung  vào tháng 6 năm 2001. Nó được làm mới vào tháng 9 năm 2006, và đổi thành tên hiện nay.
Phòng trưng bày những mẫu sản phẩm SM7 / QM5, kỹ thuật lắp ráp (M9R, VQ,...), những mẫu trước và đặc biệt (SM5, SM3, triễn lãm xe Seoul Motor Show,...) và sơ đồ của quá trình sản xuất. Bảo tàng còn trưng bày một số dự án của Renault-Nissan Alliance.
Nó còn có một số chương trình an toàn đường phố dành cho trẻ em. Bảo tàng có một trang có thể tham khảo ảo trong nhà máy.

## Liên kết
- Busan Plant Cyber Tour Lưu trữ ngày 29 tháng 6 năm 2017 tại Wayback Machine